# David Cubitt
David Cubitt (n. Ilford, Essex, Reino Unido; 18 de marzo de 1965) es un actor canadiense de origen británico.

## Vida y carrera
Nacido en Inglaterra, sus padres, Yela Cubitt, de origen neerlandés, y David Cubitt, de origen inglés, se mudaron luego con él a Vancouver, Canadá, cuando tenía seis meses de edad y allí estudió el oficio de actor mientras que estaba en la universidad. Estudió para ello en el Estudio 58.
Una vez que empezó la carrera en Canadá, Cubitt participó en la serie Traders (1996-1998) y en la serie americana Robbery Homicide Division (2002-2003). Su debut en el cine lo dio Cubitt en 1993 en la película de Supervivencia! al lado de Ethan Hawke. Esa película le ayudó mucho en su carrera, lo que le dio más tarde la oportunidad de contactar con CBS, poder participar en la serie Michael Hayes (1997-1998) y así poderse mudar más tarde a Los Ángeles y tener contacto con Hollywood.
Allí él protagonizó del 2005 al 2011 al Detective Leland (Lee) Scanlon en la serie televisiva de la NBC, Medium. junto a Patricia Arquette. Además, actuó en las miniseries de catástrofes de la NBC 10.5 (2004) y 10.5: Apocalipsis (2006).
Ganó en Canadá un Premio Gemini y consiguió otras tres nominaciones a ese premio. También ganó un Premio Leo. Adicionalmente está ahora casado con Julia Molnar. Del matrimonio surgió una hija.

## Filmografía (selección)

### Películas
- 1991: K2 – La última Aventura (K2)
- 1991: Motivos silenciosos – Asesinato en Hollywood (Silent Motives, película para televisión)
- 1991: Run – Corre por tu Vida (Run)
- 1992: Un asesino entre amigos (película para televisión)
- 1993: ¡Viven! (Alive)
- 1994: Agosto de Viento (cortometraje)
- 1995: Maté a un hombre en Las Vegas
- 1996: El Misterio de Mary Swann (Swann)
- 1997: Suegra – Tú que derribas destruyes mi familia (The Perfect Mother, película para televisión)
- 1997: La Lucha por la Supervivencia (Keeping the Promise, película para televisión)
- 1997: Major Crime (película para televisión)
- 1999: To Love, Honor & Betray (película para televisión)
- 2000: The Perfect Son
- 2001: Ali
- 2003: Encontrad a John Navidad (Finding John Navidad, película para televisión)
- 2003: E. D. N. Y. (película para televisión)
- 2004: 10.5  (10.5, película para televisión)
- 2005: Bounty Hunters (película para televisión)
- 2005: Murder at the Presidio (película para televisión)
- 2006: 10.5 – Apocalipsis (10.5: Apocalypse, película para televisión)
- 2006: Rapid Fire – El Día sin Retorno (Rapid Fire, película para televisión)
- 2010: Lazo de silencio (película para telelvisión)
- 2011: Poseer Piper Rose (película para telelvisión)
- 2011: El Infierno de hielo y fuego (Snowmageddon, película para televisión)
- 2012: Taken Back: Finding Haley (película para telelvisión)
- 2013: Dangerous Intuition (película para televisión)
- 2013: No Clue
- 2014: Bad City
- 2014: Seventh Son
- 2015: Stonewall
- 2016: Shut In

### Series de televisión
- 1987: Jóvenes policías (21 Jump Street, uno de los episodios)
- 1990: Booker (un episodio)
- 1991: Palacio de la Guardia (un episodio)
- 1994-1995: Lonsesome Dove (5 episodios)
- 1995: Tek Era De los Guerreros del Futuro (TekWar, episodio 2x04)
- 1995: Expediente X (The X-Files, un episodio)
- 1996: Poltergeist: El Legado (Poltergeist: The Legacy, un episodio)
- 1996-1998: Traders
- 1997-1998: Michael Hayes (20 episodios)
- 1999: Islas Turcas (13 episodios)
- 2001: Thats Life (3 episodios)
- 2002: The American Embassy (3 episodios)
- 2005: The Eleventh Hour (un episodio)
- 2002-2003: Robbery Homicide Division (13 episodios)
- 2005-2011: Medium (Medium)
- 2013: Bates Motel (2 episodios)
- 2016: Van Helsing
- 2019 2022: Un lugar para soñar (Calvin, el hombre que dirige la granja ilegal del otro lado de Virgin River. Recurrente)